# Obraz Matki Bożej Szkaplerznej z Dobrej
Obraz Matki Boskiej Szkaplerznej – wizerunek przedstawiający Maryję z Dzieciątkiem, znajdujący się w kościele parafialnym (sanktuarium NMP) w Dobrej, w Małopolsce. Obraz otoczony jest kultem religijnym i uważany za łaskami słynący.

## Historia
Obraz Matki Bożej Szkaplerznej malowany jest techniką olejną na płótnie w stylu późnobarokowym; ma wymiary 80 cm na 150 cm. Wizerunek ten pochodzi z przełomu XVII i XVIII w., namalował go prawdopodobnie któryś z mistrzów krakowskich na polecenie proboszcza Dobrej ks. Wojciecha Juraszewskiego (proboszcz 1692 - 1733). Obraz od początku znajdował się w starym kościele świętych Szymona i Judy Tadeusza, od 16 lipca 1991 wizerunek został przeniesiony przy udziale bpa tarnowskiego Józefa Życińskiego do nowego kościoła (obecnie sanktuarium Matki Bożej Szkaplerznej). Został umieszczony w głównym ołtarzu. Obraz otaczają złote promienie, a po jego bokach widnieją postacie: św. Anna i św. Joachim - rodzice NMP. W starym kościele znajduje się jego kopia.

## Opis
Obraz NMP z Dobrej przedstawia widzenie, jakiego w 1251 roku doznał zakonnik karmelitański, św. Szymon Stock. W centrum wizerunku znajduje się Maryja w obłokach, trzymająca na kolanach Dzieciątko Jezus, które błogosławi zakonnikowi. Madonna odziana jest w różową suknię i niebieski płaszcz. Na głowie (ma wieniec z róż) Maryi i dzieciątka są korony, w lewej ręce trzyma mały glob ziemski, a prawą Matka Boża podaje św. Szymonowi szkaplerz (dwa) zakonny i bracki. Zakonnik w postawie klęczącej chwyta dar i w skupieniu patrzy na Maryję. Po bokach Madonny z Dobrej i Jezusa klęczą aniołowie. Chmury przedzielają obraz na dwie części: górna ma jasne kolory, dolna - ciemne. W prawym dolnym rogu widać podobiznę modlącego się fundatora obrazu - ks. Wojciecha Juraszewskiego.

## Kult
Kult do Matki Bożej Szkaplerznej istniał jeszcze przed powstaniem obecnego wizerunku i sięga wieku XV (lub wcześniej). Obraz ten mieścił się pierwotnie w przybudowanej do kościoła kaplicy. W nocy z 1 na 2 lipca 1678 r. plebania z dokumentami oraz kościół razem z obrazem spłonął. Pożar kościoła w Dobrej nie zniszczył jednak kultu, w następnym roku 1679 po odbudowaniu kościoła odbył się doroczny odpust na Matkę Bożą Szkaplerzną (16 lipca). Po spaleniu kościoła w Dobrej w 1678 r. kult ten wiązał się z prowizorycznym (zastępczym), obrazem Matki Bożej. Trzeci - obecny obraz Matki Bożej Szkaplerznej ufundował ok. 1692 r. miejscowy proboszcz ks. Wojciech Juraszewski. Kult Maryi szerzy Bractwo Szkaplerza świętego, które istnieje w Dobrej od ok. 1509 roku do dziś, stwierdza to wizytacja parafii z r. 1555, dokonana przez ks. Mikołaja Krzemieńskiego, dziekana dobczyckiego. Księga bracka spłonęła podczas pożaru kościoła w 1678 r. W rok po pożarze (1679) założono nową księgę bracką, do której podczas odpustu 16 lipca wpisało się 238 osób. W następnych latach kult się rozwijał. W roku 1763 do księgi wpisało się (rekordowo) 905 osób. W księdze szkaplerznej widnieją osoby m.in. z miejscowości: Lipowe, Tymbark, Jordanów, Słopnice, Skrzydlna, Koszary, Kamienica, Mszana, Rupniów, Poręba, Słomka, Szczyrzyc, Wilkowisko, Rybie, Łososina, Kasina, Wiśniowa, Olszówka, Lubomierz, Stróża, Limanowa, Janowice. W latach 1982–1989 powstał nowy kościół poświęcony NMP Szkaplerznej. 28 listopada 2013 r. kościół w Dobrej został ogłoszony przez bpa diecezjalnego Andrzeja Jeża sanktuarium. O cudowności obrazu świadczy prowadzona Księga Łask i obecność wotów dziękczynnych. Regularnie w środy odbywa się nowenna do Matki Boskiej Szkaplerznej, a w dniach 16 lipca odbywa się 4 dniowy odpust. Do sanktuarium przybywają pielgrzymi m.in. z całego powiatu limanowskiego. 